# Холмогоров Євген Михайлович
Євген Михайлович Холмогоров (нар. 11 квітня 1939, Москва, СРСР) — радянський футболіст, нападник.

## Життєпис
Вихованець юнацької команди «Спартак» (Москва). За свою кар'єру виступав в радянських командах «Спартак» (Москва), «Шахтар» (Сталіно), «Зірка» (Серпухов), СКА (Новосибірськ), «Чорноморець» (Одеса), «Дунаєць» (Ізмаїл).